# Katholische Reform
Der Begriff Katholische Reform bezeichnet im Unterschied zur Reformation eine unabhängig und davor einsetzende kirchliche Reform des römischen Katholizismus, besonders des spanischen Staats- und Ordenskatholizismus (ab 1478: Nationalkonzil von Sevilla), die nicht zuletzt dadurch an gesamteuropäischer Bedeutung gewann, dass ein „spanischer“ Kaiser (ab 1519: Karl V.) der höchste weltliche Beschützer der sog. „alten Kirche“ wurde. Er war Förderer und Fortsetzer der katholischen Reform zu Hause und in Übersee, und – auf gesamteuropäischer Ebene – führender Bekämpfer der Reformation und Hauptinitiator des Trienter Reformkonzils (Gegenreformation).

## Geschichte
Lange vor der Reformation wurden in  Spanien unter den sog. „Katholischen Königen“ (Isabella I. (Kastilien); Ferdinand II. (Aragón)) und Regent-Kardinal Francisco Jiménez de Cisneros (1439–1517) viele von jenen kirchlichen Missständen behoben oder zurückgedrängt, die zur Reformation führten (Ablasshandel, Residenzpflicht der Pfarrer, Einfluss des Papstes) und im Konzil von Trient (1545–63) angegangen wurden (spanische Inquisition ab 1478, später auch in Süditalien; römische ab 1532). Diesem Bestreben nach Abschaffung der innerkirchlichen Gravamina kam auch das Reformpapsttum entgegen. Es ging schließlich auch um eine Standpunktbestimmung des Papsttums gegenüber der eigenen Zukunft, dem mächtigen spanischen Katholizismus (unter Karl V. und Philipp II.) und der Reformation.
Ein Hauptgegenstand der katholischen Reform war die Verbesserung der Priesterausbildung durch die Gründung von Priesterseminaren und die Bekämpfung von Simonie und Ämterhäufung. Für weitere Inhalte sei auf die Beschlüsse des Konzils von Trient verwiesen. Auch der Handel mit dem Ablass wurde streng reformiert, der ja ein wesentlicher Reibungspunkt bei Luther und für die Auslösung der Reformation mit verantwortlich war.
Die katholische Reform, insbesondere die Kirchenreformen des fünften Laterankonzils (1512–1517), waren jedoch insgesamt zu schwach, als dass sie die Reformation hätten verhindern können.

## Begriffsgeschichte
Diese innerkirchliche Reformbewegung hat als erster der protestantische Historiker Wilhelm Maurenbrecher in seinem Buch: Geschichte der katholischen Reformation, Bd. I, Nördlingen 1880 beschrieben. Das heißt nicht, dass es nicht vorher das Bedürfnis nach einer Reformierung der kirchlichen Zustände gegeben hätte. Carl Ullmann schrieb 1841 ein zweibändiges Werk mit dem bezeichnenden Titel Reformatoren vor der Reformation. Der Begriff „Katholische Reformation“ war jedoch bereits durch die Lutherische Reformation besetzt, so dass sich Maurenbrecher zu einer neuen Begriffsbildung gezwungen sah. Die Kritik an Maurenbrecher ließ nicht lang auf sich warten. Von protestantischer Seite kritisierten ihn der Historiker Hermann Baumgarten und der Theologe August Ebrard, von katholischer Seite der Theologe Franz Dittrich und der Kirchenhistoriker Alfons Bellesheim. Der katholische Historiker Ludwig von Pastor reagierte darauf und führte den Begriff Katholische Restauration in seiner Geschichte des Papsttums ein.
Die Kritik von Baumgarten an Maurenbrecher war die Basis für die durch den Kirchenhistoriker Hubert Jedin eingeführten Begriff der Katholischen Reform. Dieser wiederum führt somit die Begriffstrias zur Beschreibung der Kirchengeschichte des 16. und 17. Jahrhunderts ein: Reformation – katholische Reform – Gegenreformation. Das Begriffspaar Reformation – Gegenreformation wird also erweitert. Jedins Begriffsschema orientiert sich dabei an der Kirchengeschichte. Trotz der erwiesenen Unhaltbarkeit von Maurenbrechers Begriffsschöpfung katholische Reformation ist doch seine Erkenntnis, dass Reformation, katholische Reform und schließlich Gegenreformation in den Zuständen der spätmittelalterlichen Kirche ihre gemeinsamen Wurzeln haben, unbestritten.